# Iglatjärnen (Partille socken, Västergötland)
Iglatjärnen är en sjö i Partille kommun i Västergötland och ingår i Göta älvs huvudavrinningsområde.